# Schloss Labers

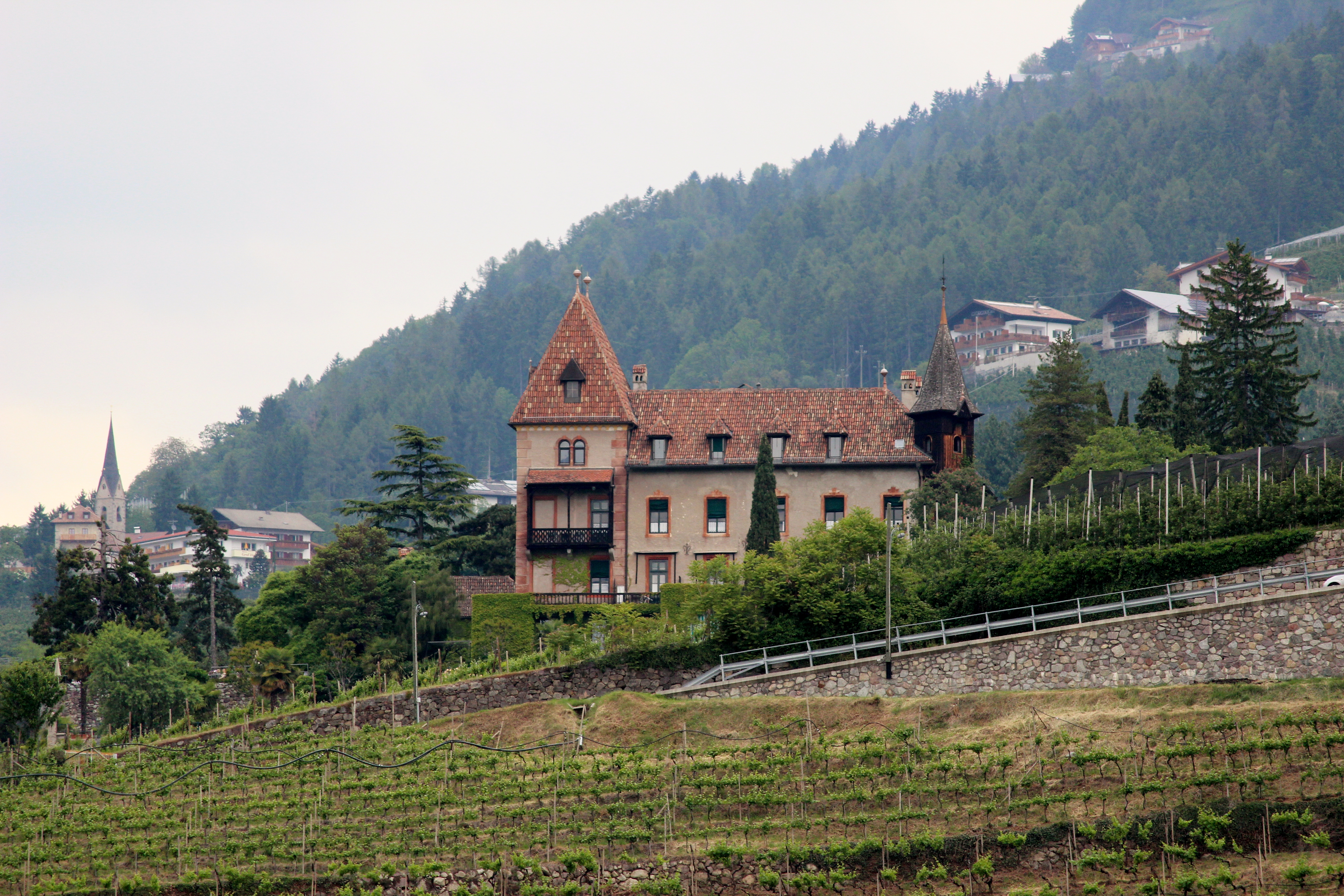
Schloss Labers von Südwesten

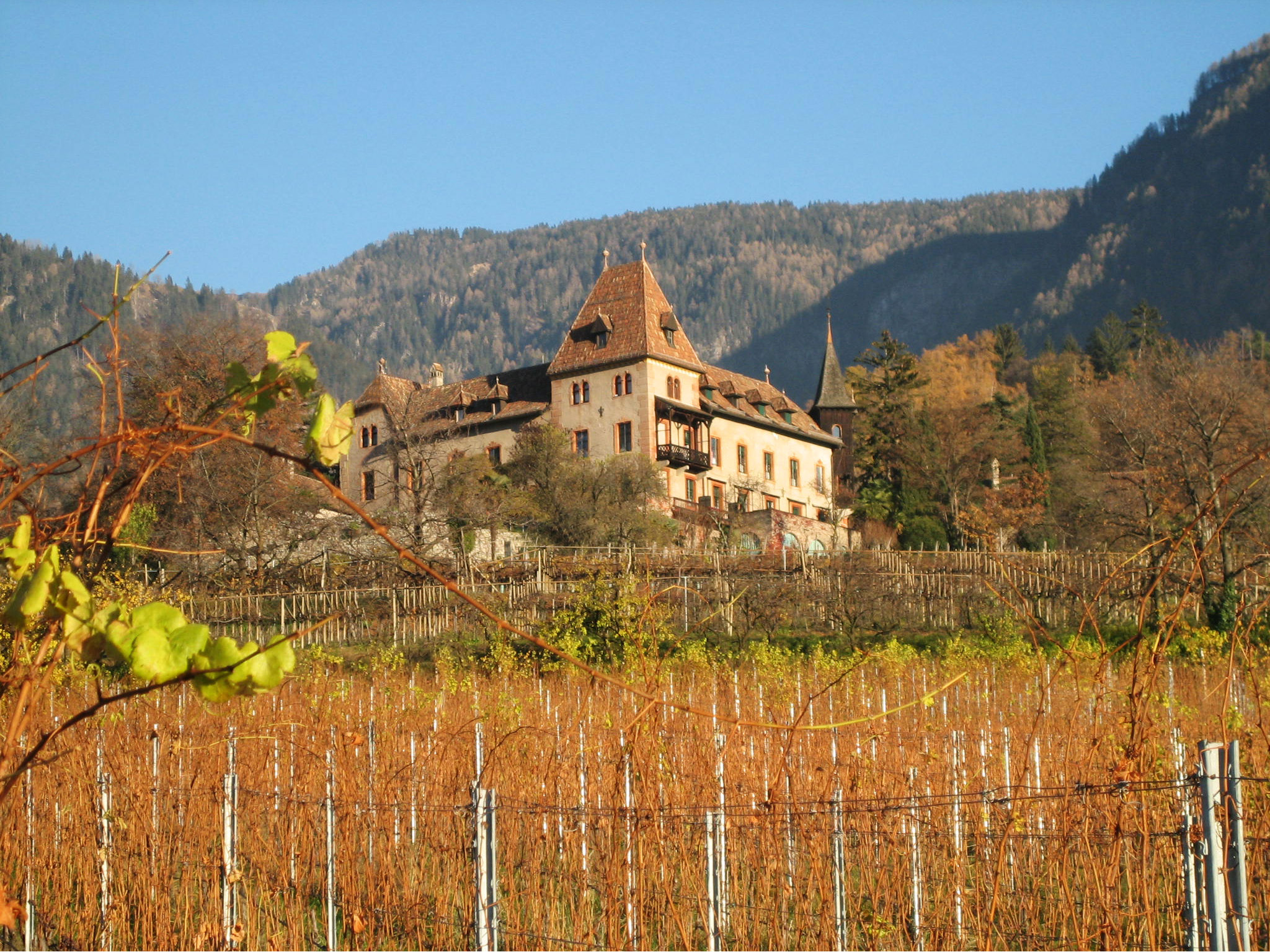
Schloss Labers von Westen

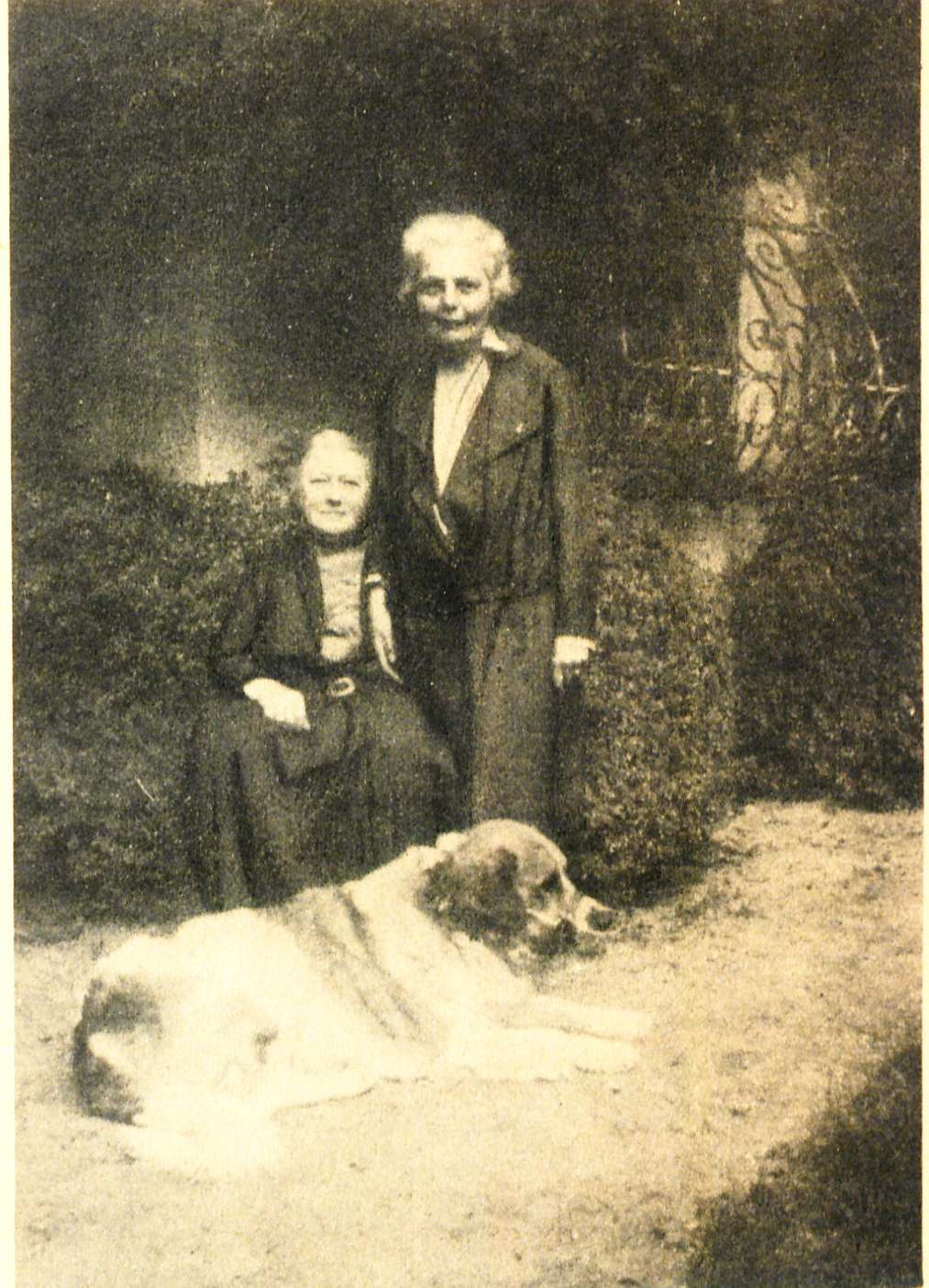
Zwei Gäste mit dem Haushund 1926. In der Biografie der Reichstagsabgeordneten Margarete Behm sind ein paar Seiten den mehrmaligen Urlauben in der Pension gewidmet.

Schloss Labers ist eine Burganlage im Meraner Ortsteil Labers (Südtirol). Sie liegt auf einer Höhe von etwa 520 m s.l.m. östlich oberhalb von Obermais und steht unter Denkmalschutz. Sie wird als Hotel genutzt.

## Geschichte
Im Jahre 1125 wurde erstmals ein Hof „Laubers“, vermutlich ein Festes Haus, nach seinen ersten Bewohnern urkundlich erwähnt, der jedoch bereits zwischen 1077 und 1082 von einem Ulrich von Laubers bewohnt gewesen sein soll. Woher er kam und ob er den Hof errichtet hatte, ist nicht bekannt. Das Schloss war demnach seit dem 11. oder 12. Jahrhundert Tiroler Adelssitz.
Nach dem Aussterben der Laubers ging der Hof 1278 in den Besitz von Christian von Angerheim aus Untermais über, dessen Sohn Heinrich Marschall von Tirol war und der den Hof zu einer Burganlage ausbaute.
In den kommenden Jahrhunderten wechselte die Burg mehrmals ihre Besitzer. So kaufte Jakob Auer 1429 den Besitz und 1452, zur Zeit von Herzog Sigismund, sind die Brüder Baumkircher als Besitzer verbrieft. 1550 ist Kanzler Beatus Widmann als Besitzer angeführt und nach zahlreichen anderen Geschlechtern benachbarter Burgen als Besitzer scheinen 1812 die Bombarden und 1823 der Chirurg Richard Kirchlechner auf. Ihm folgte 1843 der königliche Rat Leo von Klenze, ein Ratgeber von König Ludwig I. von Bayern. 1885/86 wurde das Schloss von Musch & Lun zu einem Beherbergungsbetrieb umgebaut, bis es schließlich 1891 von dem Dänen Adolph Neubert erworben wurde, der es als Fremdenpension einrichtete. Die Schriftstellerin Elisabeth Bürstenbinder lebte von 1896 bis zu ihrem Tod 1918 im Schloss. Die beiden Ecktürme gehen auf diesen Umbau zurück. Seither befindet sich das Gebäude im Privatbesitz der Familie.
Durch die Umbauten der Jahre 1885/86 und die Adaptierungen nach 1891 blieb vom alten Aussehen kaum etwas übrig und außer den sichtbaren mittelalterlichen Steinlagen im Keller und der Kapelle St. Michael aus dem 15. Jahrhundert ist nichts vom alten Bestand erhalten.
Im Zweiten Weltkrieg war im Schloss das Zwischenlager für die Verteilung gefälschter Pfundnoten in Südeuropa eingerichtet. Von hier aus setzte Friedrich Schwend das im Rahmen der Aktion Bernhard sowohl im KZ Sachsenhausen hergestellte Falschgeld in Umlauf. Die Druckerei in den Blöcken 18 und 19 im sogenannten „Kleinen Lager“ des KZ Sachsenhausen war mit den vollendetsten Maschinen ausgestattet und stellte unter anderem die Mittel für die Bezahlung des damals bestbezahlten Spions „Cicero“ her.
Seit Kriegsende ist Schloss Labers wieder als Hotel in Verwendung.

## Baubeschreibung
Dominierender Bauteil ist der mächtige dreigeschoßige Turm an der westlichen Gebäudeecke mit rechteckigem Grundriss und Rechteckfenstern in den unteren Geschoßen und gekuppelten Rundbogenfenstern im zweiten Obergeschoss. An der Südseite des Turmes ist im ersten Obergeschoss eine Veranda aus Holz, die von einem Pultdach abgeschlossen wird. Der Turm hat ein hohes Walmdach mit Dachgauben, dessen Firstenden von Turmkugeln bekrönt sind. An der südlichen Gebäudeecke ist ein hölzerner Eckerker mit Spitzdach.
Die Gebäudefronten haben jeweils ein Obergeschoss, regelmäßig angeordnete Rechteckfenster mit profilierten Laibungen und Dächer mit Dachgauben.